# Delma plebeia
Espèce
Delma plebeia est une espèce de geckos de la famille des Pygopodidae.

## Répartition
Cette espèce est endémique d'Australie. Elle se rencontre dans le Queensland et en Nouvelle-Galles du Sud.

## Publication originale
- De Vis, 1888 "1887" : A contribution to the herpetology of Queensland. Proceedings of the Linnean Society of New South Wales, ser. 2, vol. 2, p. 811-826 (texte intégral).